# Lucien Mangini
Lucien Mangini (1833-1900) est un ingénieur français, entrepreneur notamment aux chemins de fer et homme politique.

## Biographie
Lucien Mangini est né le 18 octobre 1833 à Lyon. Il est le fils ainé de Lazare Mangini, entrepreneur de travaux publics qui travailla pour les frères Seguin, nomment Marc Seguin, et Louise Rolland. Il est le frère aîné de Félix Mangini.
Ingénieur diplômé de l'école Centrale, il est propriétaire d'usines à la Buire et président de la compagnie des chemins de fer de Lyon aux Dombes.
Il crée en 1864 la société anonyme, dénommée Compagnie de la Dombes, pour construire et exploiter une ligne de chemin de fer et dessécher et mettre en valeur six mille hectares au moins d'étangs, avec François Barthélemy Arlès-Dufour, Louis Frémy, Alexandre Bodin, Comte Le Hon, Félix Mangini, Amédée Sellier, et lui-même agit également au nom de messieurs Henri Germain, Louis Guérin et Gabriel Saint-Olive.
Conseiller général en 1866, il est élu député du Rhône le 10 avril 1870 et siège au centre gauche, votant l'adresse des 116. En 1871, il est réélu représentant du Rhône et siège à gauche, participant surtout aux débats relatifs aux travaux publics. Il est sénateur du Rhône de 1876 à 1882, ne s'inscrivant à aucun groupe, mais votant en général avec la gauche.
Il meurt le 27 août 1900 dans son château sur la commune des Halles.

## Distinction
- Chevalier de la Légion d'honneur (11 aout 1866)[4]